# Rezerwat przyrody Jazy
Rezerwat przyrody Jazy – leśny rezerwat przyrody w gminie Włocławek, w powiecie włocławskim, w województwie kujawsko-pomorskim. Zajmuje powierzchnię 2,62 ha. Leży w granicach Gostynińsko-Włocławskiego Parku Krajobrazowego.
Został powołany Zarządzeniem Ministra Leśnictwa i Przemysłu Drzewnego z 27 maja 1963 roku (M.P. z 1963 r. nr 54, poz. 272). Według aktu powołującego, rezerwat utworzono w celu zachowania ze względów naukowych i dydaktycznych miejsc lęgowych czapli siwej. Po utworzeniu zbiornika na Wiśle czaple z rezerwatu przeniosły się nad rzekę w pobliżu miejscowości Wistka Szlachecka. Na mocy rozporządzenia Wojewody Kujawsko-Pomorskiego z roku 2006 zmieniono cel ochrony rezerwatu na „zabezpieczenie i zachowanie ze względów przyrodniczych, naukowych i dydaktycznych najstarszego na Kujawach drzewostanu sosnowego”.
Większość obszaru rezerwatu podlega ochronie ścisłej, jedynie 0,5 ha objęto ochroną czynną.